# Nicola Cavanis
Nicola Cavanis (* 17. Dezember 1998 in München) ist ein deutsches Model und Influencerin.

## Werdegang
Erste Erfahrungen im Model-Business sammelte Cavanis im Alter von sieben Jahren, als sie einmalig für die Kinderkollektion von Escada modelte, wo ihre Mutter arbeitete. Sie wechselte vom Gymnasium auf die Realschule. Nach ihrem Realschulabschluss wurde die Siebzehnjährige bei einer Modelagentur unter Vertrag genommen. Nach Abschluss einer Ausbildung als Kauffrau für Versicherungen und Finanzen bei der WWK und dem Nachholen der Fachhochschulreife begann Cavanis, das Modeln zu ihrem Hauptberuf zu machen.
Cavanis arbeitet vor allem als Wäschemodel. Sie erhielt unter anderem Aufträge für die Unternehmen und Marken Puma, Victoria’s Secret, MCM von Modern Creation München, Zalando, Sans Complexe, Women’s Secret, New Yorker, S-Shaped, s.Oliver, Empreinte, Tchibo, Cupshe, Lanasia, Ysabel Mora und die zur Golay-Buchel Holding zählende Oro Vivo. Im September 2019 war sie auf dem Cover der Shape Germany, im Februar 2021 drehte sie einen Werbespot für Nivea. 2023 war Cavanis unter anderem Model auf der Cruise Fashion Show des französischen Wäscheherstellers Etam, Kampagnengesicht der InStyle, und in der Vogue Germany für ein Shooting für Lacoste zu sehen.
2024 und 2025 modelte Cavanis für die Trikots des Fußball-Bundesligisten FC Augsburg. 2025 modelte sie für die FILA-Kollektion von Deichmann.
Auf ihrem Instagram-Profil folgen mehr als 2 Millionen Follower. Nicola Cavanis lebt in München und ist bei Munich Models Germany unter Vertrag. Seit Ende 2023 ist sie mit dem Fußballnationalspieler Mats Hummels liiert.